# Zwitter
Zwitter je priimek več znanih Slovencev, ki večinoma izhajajo iz koroške rodbine:
- Alek Zwitter, teolog, duhovnik, publicist, esejist
- Ana Zwitter Vitez (*1980), jezikoslovka
- Anja Dular (r. Anja Zwitter) (*1950), arheologinja, muzejska bibliotekarka
- Dana Zwitter-Tehovnik (*1947), koroškoslovenska zgodovinarka in učiteljica
- Fran Zwitter (1905—1988), zgodovinar, univerzitetni profesor, akademik
- Franci Zwitter (1913—1994), koroškoslovenski politik
- Franci Zwitter (1953—2008), urednik, prevajalec?
- Janko Zwitter ml. (*1971), trener smučarskih skokov
- Janko in Niko Zwitter, konjerejca, Kmetija pri Abuju, Zahomc
- Jelena Zwitter, arhitektka
- Marija Zwitter Šekoranja, narodna delavka na Koroškem (Rožeška galerija v Sedmislavčah)
- Martina Detela (r. Zwitter) (1910-2012), prof. kemije
- Matej Zwitter, strojnik (drug? = novinar, sodelavec RŠ)
- Matjaž Zwitter (*1949), zdravnik onkolog, radiolog, medicinski etik, prof. MF UM
- Mirt Zwitter (1917—2002), koroškoslovenski politik in gospodarsko-kulturni delavec
- Savina Zwitter (*1961), prevajalka, knjižničarka
- Tomaž Zwitter (*1961), slovenski fizik in astronom (astrofizik)
- Vinko Zwitter (1904—1977), koroškoslovenski narodni delavec
- Zala Kogej Zwitter, biologinja
- Zdravko Zwitter (1902—1930), pravnik in politolog, koroški narodni delavec
- Žiga Zwitter (*1987), zgodovinar (in fotograf), doc. FF UL